# Коломіївка
Коломі́ївка — село в Україні, у Кам'яномостівській селищній громаді Первомайському районі Миколаївської області. Населення становить 25 осіб.

## Населення

### Мова
Розподіл населення за рідною мовою за даними перепису 2001 року:
| Мова       | Кількість | Відсоток |
| ---------- | --------- | -------- |
| українська | 19        | 76%      |
| російська  | 6         | 24%      |
| Усього     | 25        | 100%     |